# خیبر امانی
خیبر امانی (زاده ۶ فوریه ۱۹۸۷) بازیکن فوتبال اهل افغانستان در پست مهاجم می‌باشد که هم‌اکنون برای FC Hanau 93 بازی می‌کند. وی از سال ۲۰۱۵ عضو تیم ملی فوتبال افغانستان نیز می‌باشد و در ترکیب این تیم در ۱۷ بازی ۸ گل به ثمر رسانده‌است.